# Miasto na wzgórzu
Miasto na wzgórzu – amerykański serial telewizyjny (dramat, kryminał) wyprodukowany przez Pearl Street Films, The Levinson/Fontana Company oraz Little Mountain Films, którego twórcą jest Charlie McLean. Serial jest emitowany od 16 czerwca 2019 roku przez Showtime, natomiast w Polsce od 17 lipca 2019 roku na HBO.
Akcja serialu dzieje się w Bostonie w latach 90. Fabuła opowiada o Decourcy’m Wardzie, ambitnym prokuratorze, który wraz z Jackiem Rohrem, skorumpowanym ale zasłużonym agentem FBI szuka sprawców napadu na konwój.

## Obsada

### Główna
- Kevin Bacon jako Jackie Rohr[3]
- Aldis Hodge jako Decourcy Ward[3]
- Jonathan Tucker jako Frankie Ryan[4]
- Mark O'Brien jako Jimmy Ryan[5]
- Lauren E. Banks jako Siobhan Quay
- Amanda Clayton jako Cathy Ryan[6]
- Jere Shea jako Hank Signa
- Kevin Chapman jako Dickie Minogue[6]
- Jill Hennessy jako Jenny Rohr[6]

### Drugoplanowe
- Cathy Moriarty jako Ma Ryan[6]
- Rory Culkin jako Clay Roach[6]
- Kevin Dunn jako Nathan Rey[4]
- Vincent Elbaz jako oficer Hugo Rey
- Sophia Anne Caruso jako Benedetta Rhodes
- Michaela McManus jako Sarah Rhodes, agentka FBI
- Sarah Shahi jako Rachel[7]
- James Michael Cummings jako Tommy Hayes

## Odcinki
| #  | Tytuł                                              | Reżyseria         | Scenariusz                   | Premiera w Showtime | Premiera w HBO   |
| -- | -------------------------------------------------- | ----------------- | ---------------------------- | ------------------- | ---------------- |
| 1  | The Night Flynn Sent the Cops on the Ice           | Michael Cuesta    | Chuck MacLean                | 16 czerwca 2019     | 17 lipca 2019    |
| 2  | What They Saw in Southie High                      | Ed Bianchi        | Chuck MacLean                | 23 czerwca 2019     | 24 lipca 2019    |
| 3  | If Only the Fool Would Persist in His Folly        | Christoph Schrewe | Emily Ragsdale               | 30 czerwca 2019     | 31 lipca 2019    |
| 4  | The Wickedness of the Wicked Shall Be Upon Himself | Hagar Ben-Asher   | J.M. Holmes                  | 7 lipca 2019        | 7 sierpnia 2019  |
| 5  | From Injustice Came the Way to Describe Justice    | Alex Zakrzewski   | Michele McPhee               | 14 lipca 2019       | 14 sierpnia 2019 |
| 6  | It's Hard to Be a Saint in the City                | Metin Hüseyin     | Jorge Zamacona               | 21 lipca 2019       | 21 sierpnia 2019 |
| 7  | There Are No Fucking Sides                         | Kyra Sedgwick     | Emily Ragsdale & J.M. Holmes | 28 lipca 2019       | 28 sierpnia 2019 |
| 8  | High on the Looming Gallows Tree                   | Clark Johnson     | Stephen Day                  | 4 sierpnia 2019     | 4 września 2019  |
| 9  | The Deaf Sage of Pompeii                           | Adam Bernstein    | Matthew Nemeth               | 11 sierpnia 2019    | 11 września 2019 |
| 10 | Mayor Curley and the Last Hurrah                   | Christoph Schrewe | Chuck MacLean                | 18 sierpnia 2019    | 18 września 2019 |

## Produkcja
27 lipca 2017 roku stacja Showtime zamówiła pilotowy odcinek kryminału od Bena Afflecka, Matta Damona i Jennifer Todd. W listopadzie 2017 roku poinformowano, że główne role otrzymali: Kevin Bacon, Aldis Hodge oraz Mark O'Brien. W kolejnym miesiącu do obsady dramatu dołączyli: Kevin Dunn, Jonathan Tucker, Cathy Moriarty, Michael O’Keefe, Amanda Clayton, Kevin Chapman, Rory Culkin oraz Jill Hennessy. 17 maja 2018 roku stacja Showtime zamówiła pierwszy sezon serialu.
W styczniu 2019 roku ogłoszono, że Sarah Shahi otrzymała rolę jako Rachel Behnam, twardej śledczej pracującej dla prokuratury.
Na początku sierpnia 2019 roku stacja kablowa zamówiła drugi sezon.